# 뉴델리 밀회 조작 사건
뉴델리 밀회 조작 사건(New Delhi 密會造作事件)은 1953년 10월 민주국민당 대표 신익희가 영국 여왕 엘리자베스 2세의 대관식에 참석하고 인도 뉴델리를 순방하던 중, 조선민주주의인민공화국의 조소앙을 만나 영세중립화 음모를 꾀했다는 의혹이 제기된 사건이다. 대한민국 국회에서 진상조사단이 구성되어 조사에 나섰으나 결국 혐의없음으로 종결되고, 의혹을 발표한 함상훈은 민주국민당에서 제명됨으로써 사건은 종결되었다. 그러나 사건 종결 뒤에도 조병옥, 김준연 등은 신익희가 조소앙을 만났다고 보고 신익희를 의심하였다.

## 진행

### 발단
신익희는 1953년 5월 김동성과 함께 대한민국 대표로 영국 여왕 엘리자베스 2세의 대관식에 참석하고 돌아왔다. 그가 귀국했을 때 인도에서 조소앙과 만났다는 의혹이 제기되었다. 민주국민당 소속 함상훈의 성명서에 의해 공개되었다. 함상훈은 민주국민당의 선전부장이었다.
함상훈이 공개한 성명서에 의하면 신익희가 돌아오는 중에 북한에서 온 조소앙과 뉴델리에서 비밀리에 밀회, 한국을 비공산, 비자본주의 국가로 중립화하자는 문제를 협의했다는 것이다. 민주국민당의 의원 함상훈은 그가 1953년 5월 엘리자베스 2세의 대관식에 참석하고 돌아오던 중에 조선민주주의인민공화국에 있는 조소앙을 인도 뉴델리에서 상봉하여 남북협상 문제를 밀담했다는 말을 들었다고 주장했다.
함상훈은 또 1954년 3월 조선민주주의인민공화국에서 온 조소앙의 밀사 오경심을 신익희 민국당 위원장이 만났다고 주장하였다. 곧, '제3세력'이 민국당 위원장 신익희와 내통하여 김일성과 이승만 정권을 배제한 중립화 정권 수립을 추진하였는데, 그 일환으로 신익희와 조소앙이 뉴델리에서 만났고, 또 조소앙이 보낸 특사를 신익희가 만났다는 내용이었다.

### 경과
이와 같은 폭탄적인 성명은 민주국민당에 의해서 적극적으로 부정되고, 내무장관 백한성은 함상훈을 불러 의혹을 고한 사람을 추궁하였으나 함상훈은 의혹을 제보한 사람을 구체적으로 명시하지 못했다.
자유당에서는 이 사건을 크게 문제시하여 제3세력에 대한 공포심을 불러일으키는데 이용하였다. 자유당은 이 공포심을 이용하여 당내 비주류계의 이탈을 막고, 그들이 야당 민국당과 결탁하지 못하도록 견제했으며, 이어 11월에는 '국가안전에 관한 중대사항은 국민투표로서 결정한다'는 조항과 함께 '중립화반대협상배격결의안'을 통과시켜 헌법개정을 추진하였다.
대한민국 국회 진상조사단의 조사 결과 신익희와 조소앙이 만났다는 구체적인 증거 자료가 제시되지 못하자 결국함상훈은 당에서 제명조치되었다. 조병옥과 김준연 등은 함상훈을 두둔했으나 출당을 막지는 못했다.

### 사건 이후
이와 같은 영구집권의 개헌구실로 이용된 뉴델리 밀회사건이 누구에 의해 조작되었는가는 수수께끼로 남아 있다. 그로나 항간에는 특무대장 김창룡과 김모 의원이 꾸민 조작이라는 말이 있었다 한다. 한편 민주국민당 출신 김준연 역시 밀회 조작 사건을 날조한 인물로 의심받았다. 그러나 김준연은 1954년 3월 조병옥의 발언에 동조, '그것을 잘 알아보아야 하겠다.'고 말한 것이 원인이었다.
김준연은 후일 '이 사실을 내가 조작하였다고 말하는 사람들이 있지만, 내가 조작한 것은 아니고 그 때에 그런 말이 있어서 나는 그것을 잘 알아보아야 하겠다고 하였던 것이다.'라며 억울함을 호소하였다. 김준연은 각 신문사와의 인터뷰, 정계야화 편집 시에도 자신은 억울하다며 이 말을 계속 언급한다.

## 기타
1954년 3월 16일 조병옥은 신익희와 최두선을 제외한 민주국민당의 간부들을 소집했다. 그리고 그는 신익희가 만났다고 확신하였다. 당초 영국을 방문하고 3월 16일에 돌아온 최두선 역시 초청하였으나 최두선은 피로를 이유로 거절했다.
1954년 3월 16일 당시 동아일보사 사장 최두선은 영국 시찰을 마치고 돌아왔다. 조병옥은 이날 저녁 민국당 간부들을 소집했다. 그날 저녁 조병옥의 집에서 민주국민당 간부급 사람들이 많이 모였다. 6.25 전쟁 중 부산에 있을 때에도 이 무렵 조병옥의 집에 모여 의례적으로 회식을 하였고, 1954년 3월 16일에도 회식을 하였다. 김준연은 최두선에게도 같이 가자고 했으나 피로하다고 사절하였다. 조병옥은 서랍에서 한 장의 도표를 꺼내서 설명하며 말하기를 신익희가 틀림없이 만났다고 하였다.
| “ | 내 판단에 의하면 신익희씨가 인도 뉴델리에서 조소앙을 만난 것이 틀림 없다고 생각된다. | ” |

그 자리에는 신각휴(申珏休), 송필만(宋必滿) 등도 있었다. 그러나 민주국민당 내에서는 함상훈이 사주를 받은 것이라고 판단했지만 조병옥 역시 신익희가 뉴델리에서 조소앙을 만났다고 하여 아무도 이의를 제기하지 않았다.

## 같이 보기
- 민국당
- 신익희
- 조소앙
- 오경심
- 뉴델리
- 엘리자베스 2세
- 함상훈
- 자유당
- 제1공화국